# La Camera delle Lacrime
La Camera delle Lacrime est un ensemble de musique ancienne français.
La direction artistique est assurée conjointement par le ténor Bruno Bonhoure et le metteur en espace Khaï-Dong Luong.

## Présentation
Fondé en 2005 par le ténor Bruno Bonhoure et le metteur en scène et chercheur en musicologie Khaï-Dong Luong, l'ensemble La Camera delle Lacrime est une formation musicale française se consacrant principalement aux répertoires de la musique médiévale.
Dirigée musicalement par Bruno Bonhoure, cette formation se donne pour mission de valoriser les répertoires en langue d'oc et d'ouvrir sa pratique de la musique ancienne à tous les publics. Entourée par un collège d'experts lors de la conception de ses créations (historiens, philologues, universitaires) La Camera delle Lacrime a été distinguée de la médaille de l'Académie des Arts et des Lettres de Languedoc pour l'excellence de son activité artistique et pour son action de révélation du patrimoine occitan.
L'ensemble réalise des concerts en France et dans le monde et a enregistré dix disques parus au sein des labels Alpha, Zig-Zag Territoires, Paraty et En Live, tous unanimement salués par les médias spécialisés.
Depuis 2022, La Camera delle Lacrime développe la websérie de micro-apprentissages sur le Moyen Age Circum Cantum et la pratique de chants de cette période avec le Karaoké Médiéval. Cette websérie a été récompensée par le prix Patrimoine 2024 de la Fondation Stéphane Bern.

## Dernières créations
- 2012 : Resistencia : Les chants de la liberté. Spectacle coproduit avec l'ensemble Diabolus in Musica.
- 2013-2014 : Le Livre Vermeil de Montserrat. Spectacle participatif autour des mélodies du Livre Vermeil de Montserrat.
- 2015 : Le Labyrinthe des Passions. Spectacle créé en partenariat avec le Sémaphore (scène conventionnée de Cébazat) et la Maîtrise de Radio-France.
- 2016 : La Controverse de Karakorum. Spectacle créé en partenariat avec la Fondation Royaumont, Centre Culturel de Rencontre du Val d'Oise.
- 2017 : Dante Troubadour : Les Cercles de l'Enfer. Spectacle créé en partenariat avec le Sémaphore de Cébazat et l'association Chemins de Musique.
- 2018 : Dante Troubadour : La Montagne du Purgatoire. Spectacle créé en partenariat avec le Sémaphore de Cébazat et le festival Jean de la Fontaine.
- 2019 : Dante Troubadour : Les Sphères du Paradis. Spectacle créé en partenariat avec le Sémaphore de Cébazat.
- 2020 : Dante Everyman. Spectacle seul en scène et participatif.
- 2021 : Les Noces de Saba. Spectacle créé en partenariat avec l'Opéra-Théâtre de Clermont-Ferrand et le Festival Musiques Sacrées - Musiques du Monde de Sylvanès.
- 2022 : Circum Cantum & Karaoké Médiéval - Saison 1
- 2023 : Visions amoureuses. Spectacle réalisé en partenariat avec Clermont Auvergne Opéra, le Festival Voix et Route romane, et le Festival de La Chaise-Dieu.
- 2023 : Grand Karaoké Médiéval.
- 2024 : Circum Cantum & Karaoké Médiéval - Saison 2
- 2025 : Play Again. Spectacle réalisé en partenariat avec le Département du Puy-de-Dôme.
- 2025 : Stabat Mater. Spectacle co-créé avec l'ensemble lyonnais Le Concert de l'Hostel Dieu.

## Discographie
- 2006 : Se canta que recante : chants des moments perdus en Massif Central, Alpha Production (Alpha 519)
- 2007 : Noël baroque en Pays d’Oc, Alpha Production (Alpha 117)
- 2009 : Marseille-Damas-Jérusalem : Peirol d'Auvergne, Zig-Zag Territoires (ZZT 090903)
- 2014 : Le Livre Vermeil de Montserrat, Paraty (Paraty 414125). Avec la participation du Jeune Chœur de Dordogne (direction Christine et Philippe Courmont)
- 2016 : Itinerarium ad partes orientales : Guillaume de Rubrouck, label En Live. Captation réalisée le 10 septembre 2016 à l'occasion du spectacle "La Controverse de Karakorum" dans le cadre du festival de la Fondation Royaumont.
- 2018 : INFERNO, extraits de la Divine Comédie lus par Denis Lavant, mis en musique par La Camera delle Lacrime, label En Live. Captation réalisée le 10 octobre 2017 lors de la création du spectacle "Dante Troubadour : Les Cercles de l'Enfer" au Sémaphore de Cébazat.
- 2019 : PURGATORIO, extraits de la Divine Comédie lus par Matthieu Dessertine, mis en musique par La Camera delle Lacrime, label En Live. Captation réalisée le 19 octobre 2018 lors de la création du spectacle "Dante Troubadour : La Montagne du Purgatoire" au Sémaphore de Cébazat.
- 2020 : PARADISO, extraits de la Divine Comédie lus par Camille Cobbi, mis en musique par La Camera delle Lacrime, label En Live. Captation réalisée le 28 novembre 2019 lors de la création du spectacle "Dante Troubadour : Les Sphères du Paradis" au Sémaphore de Cébazat.
- 2022 : Noces de Saba - Missa Luba, mythologie musicale fondatrice de l’Abyssinie médiévale. Label En Live.
- 2023 : Visions amoureuses, poésie de Giovanni Boccaccio sur des musiques de Guillaume de Machaut et de Georg Friedrich Haendel. Label En Live.